# Memoriał Eugeniusza Nazimka 2012
Memoriał im. Eugeniusza Nazimka 2012 – 29. edycja turnieju w celu uczczenia pamięci polskiego żużlowca Eugeniusza Nazimka oraz brytyjskiego żużlowca Lee Richardsona, który odbył się dnia 1 września 2012 roku. Turniej wygrał Nicki Pedersen.

## Wyniki
- Stadion Stali Rzeszów, 1 września 2012
- NCD: Chris Holder – 66,45 w wyścigu 6
- Sędzia: Piotr Lis

| Msc. | Zawodnik                | Klub      | Pkt  |               |  |
| ---- | ----------------------- | --------- | ---- | ------------- |  |
| 1    | (7) Nicki Pedersen      | Dania     | 14   | (2,3,3,3,3)   |  |
| 2    | (5) Rafał Okoniewski    | Rzeszów   | 12+3 | (3,3,1,3,2)   |  |
| 3    | (8) Davey Watt          | Australia | 12+2 | (1,3,3,2,3)   |  |
| 4    | (2) Chris Holder        | Australia | 11   | (3,3,0,3,2)   |  |
| 5    | (14) Janusz Kołodziej   | Tarnów    | 11   | (3,2,1,2,3)   |  |
| 6    | (12) Dawid Stachyra     | Lublin    | 9    | (1,2,2,1,3)   |  |
| 7    | (15) Adrian Miedziński  | Toruń     | 8    | (2,1,3,1,1)   |  |
| 8    | (6) Roman Poważny       | Rosja     | 7    | (0,1,3,3,0)   |  |
| 9    | (9) Emil Sajfutdinow    | Rosja     | 7    | (3,2,2,ns,ns) |  |
| 10   | (1) Grzegorz Walasek    | Rzeszów   | 6    | (2,1,1,d,2)   |  |
| 11   | (16) Daniel Jeleniewski | Lublin    | 6    | (d,1,2,2,1)   |  |
| 12   | (11) Maciej Kuciapa     | Rzeszów   | 5    | (2,2,d,0,1)   |  |
| 13   | (13) Łukasz Sówka       | Rzeszów   | 5    | (1,0,2,1,1)   |  |
| 14   | (3) Jurica Pavlic       | Chorwacja | 4    | (1,0,0,1,2)   |  |
| 15   | (4) Karol Baran         | Lublin    | 3    | (0,0,1,2,0)   |  |
| 16   | (10) Marco Gaschka      | Rzeszów   | 0    | (0,0,0,0,0)   |  |

Bieg po biegu
1. [67,32] Holder, Walasek, Pavlic, Baran
2. [66,49] Okoniewski, Pedersen, Watt, Poważny
3. [66,73] Sajfutdinow, Kuciapa, Stachyra, Gaschka
4. [66,69] Kołodziej, Miedziński, Sówka, Jeleniewski
5. [67,19] Okoniewski, Sajfutdinow, Walasek, Sówka
6. [66,45] Holder, Kołodziej, Poważny, Gaschka
7. [66,70] Pedersen, Kuciapa, Miedziński, Pavlic
8. [67,43] Watt, Stachyra, Jeleniewski, Baran
9. [67,18] Poważny, Jeleniewski, Walasek, Kuciapa
10. [68,08] Miedziński, Stachyra, Okoniewski, Holder
11. [66,65] Watt, Sajfutdinow, Kołodziej, Pavlic
12. [67,05] Pedersen, Sówka, Baran, Gaschka
13. [67,59] Pedersen, Kołodziej, Stachyra, Sajfutdinow
14. [67,35] Holder, Watt, Sówka, Kuciapa
15. [66,31] Okoniewski, Jeleniewski, Pavlic, Gaschka
16. [67,77] Poważny, Miedziński, Sajfutdinow, Baran
17. [68,52] Watt, Walasek, Miedziński, Gaschka
18. [67,21] Pedersen, Holder, Jeleniewski, Sajfutdinow
19. [67,47] Stachyra, Pavlic, Sówka, Poważny
20. [66,78] Kołodziej, Okoniewski, Kuciapa, Baran
21. Wyścig dodatkowy: [67,46] Okoniewski, Watt